# 高野陽
高野 陽（たかの あきら、1938年 - ）は、日本の小児医学者、東洋英和女学院大学名誉教授。

## 人物・来歴
富山県に生まれる。1963年金沢大学医学部卒業。1970年「小児の発育に関する追跡研究」で徳島大学より医学博士の学位を取得。国立公衆衛生院母性小児衛生学部、東洋英和女学院大学人間科学部教授。2009年定年退職、名誉教授。2009年度より北陸学院大学幼児教育学科教授。

## 共編著・監修
- 『まちがいだらけのママ 子どもからの訴え』高橋種昭共著. 日新報道, 1970
- 『保育小児医学』毛利子来共編. 新読書社, 1975
- 『すぐに役立つ赤ちゃんの家庭看護』 (コレクション・ファミリエ) 松波昭夫共著. ひかりのくに, 1976
- 『乳児保育』 (保育講座) 二木武、川井尚、金子保、吉岡毅共著. 医歯薬出版, 1978.9
- 『男の子の秘密の本 女の子には知られたくない!』角山剛共編著. 二見書房(ミニ・サラ) , 1981.3
- 『乳幼児保健指導の実際』小嶋謙四郎共編集. 医学書院, 1983.10
- 『小児保健 2』第2版 (保育講座) 高野陽 [ほか]著. 医歯薬出版, 1983.9
- 『精神衛生』第2版 (保育講座) 高野陽 他著. 医歯薬出版, 1983.9
- 『小児栄養』第2版 (保育講座) 高野陽 [ほか]著. 医歯薬出版, 1984.3
- 『子どもの肥満 その予防と治療』高石昌弘共編. 有斐閣選書, 1984.6
- 『母子保健マニュアル』柳川洋共編. 南山堂, 1986.4
- 『園生活の119番 いざというときすぐ役に立つ』高野陽 [ほか]編著. 世界文化社, 1987.10
- 『乳幼児の健診と保育』 (小児保健シリーズ) 平山宗宏共編. 日本小児保健協会, 1988.2
- 『乳幼児健診と保健指導』羽室俊子共編. 医歯薬出版, 1988.7
- 『小児保健』 (保育講座) 編. ミネルヴァ書房, 1989.4
- 『乳幼児保健指導の実際 第2版』川井尚共編. 医学書院, 1990.10
- 『保育所の健康・安全』 (小児保健シリーズ) 平山宗宏共編 日本小児保健協会, 1990.12
- 『健康保育ハンドブック』全国保育園保健婦看護婦連絡会共編著. ミネルヴァ書房, 1993.2
- 『母子歯科保健テキスト 第5版』厚生省健康政策局歯科衛生課監修,深田英朗,本多洋共著, 母子衛生研究会編. 母子保健事業団, 1995.10
- 『子どもの健康テキスト 3歳児から5歳児のために 第2版』監修・執筆, 家庭保健生活指導センター企画・編集. 母子保健事業団, 1996.5
- 『子育て支援の諸問題』 (小児保健シリーズ) 水原春郎共編. 日本小児保健協会, 1997.10
- 『乳幼児の健診と保健指導 事例で学ぶ育児支援』高野陽 他編. 医歯薬出版, 1997.11
- 『子どもの健康管理』 (小児保健) 田中哲郎編著, 高野陽 [ほか]共著. 建帛社, 1997.3
- 『母子保健指導のポイント 市町村保健婦活動のために』監修. 全国保健センター連合会, 1998.12
- 『これからの小児保健活動』 (小児保健シリーズ) 水原春郎共編. 日本小児保健協会, 1998.9
- 『小児栄養子どもの栄養と食生活』高橋種昭,大江秀夫, 水野清子, 竹内恵子, 佐藤加代子共著 医歯薬出版, 1999.4
- 『社会福祉から人間福祉へ』岡伸一共編著. 東洋英和女学院出版部, 2001.4
- 『乳児保育のポイント』増田まゆみ共編. 全国社会福祉協議会, 2002.5
- 『精神保健』 (保育ライブラリ 子どもを知る) 松橋有子共編著. 北大路書房, 2003.9
- 『小児保健』 (保育ライブラリ 子どもを知る) 加藤則子,加藤忠明共編著. 北大路書房, 2003.9
- 『小児栄養』 (保育ライブラリ 子どもを知る) 二見大介共編著. 北大路書房, 2004.3
- 『母子保健マニュアル 改訂5版』柳川洋, 加藤忠明共編. 南山堂, 2004.3
- 『体調のよくない子どもの保育 病児・病後児の保育』 (保育ライブラリ 子どもを知る) 西村重稀共編著. 北大路書房, 2004.8
- 『保育保健活動の実際 新しい時代の子育て支援をめざして』西村重稀共編. 全国社会福祉協議会, 2006.2
- 『医師,看護職のための乳幼児保健活動マニュアル 地域,保育所,幼稚園の子どもの健康を目指して』中原俊隆共編. 文光堂, 2007.9
- 『子どもの元気を育む保育内容研究』池田裕恵共編著. 不昧堂出版, 2009.10
- 『子どもが病気になる前に知っておきたいこと 病児・病後児保育の考え方』金森三枝共著 (創成社新書 2009.8
- 『母子保健マニュアル 改訂7版』柳川洋,中林正雄, 加藤忠明共編. 南山堂, 2010.12
- 『小児保健 新版』 (新保育ライブラリ 子どもを知る) 加藤則子, 加藤忠明, 松橋有子共編著. 北大路書房, 2011.3
- 『子どもの食と栄養』 (新保育ライブラリ 子どもを知る) 二見大介共編著. 北大路書房, 2011.3
- 『子どもの食と栄養 健康と食べることの基本 第5版』髙橋種昭, 大江秀夫, 水野清子, 竹内恵子, 佐藤加代子, 清野富久江, 加藤忠明共著. 医歯薬出版, 2013.3